# József Kovács (Hürdenläufer)
József Kovács [ˈjoːʒɛf ˈkovaːʧ ] (* 14. März 1911 in Budapest; † 18. August 1990 ebenda) war ein ungarischer Leichtathlet. Bei einer Körpergröße von 1,84 m betrug sein Wettkampfgewicht 75 kg.
József Kovács erreichte bei den Europameisterschaften 1934 in Turin gleich in drei Disziplinen das Finale. Zuerst gewann er den 110-Meter-Hürdenlauf in 14,8 Sekunden vor dem Deutschen Erwin Wegner in 14,9 Sekunden. Im 200-Meter-Lauf wurde er in 21,7 Sekunden Vierter. Mit der ungarischen 4-mal-100-Meter-Staffel gewann er in 41,4 Sekunden Silber hinter der deutschen Staffel.
Auch bei den Olympischen Spielen 1936 in Berlin startete Kovács in mehreren Disziplinen. Im 400-Meter-Hürdenlauf schied er in 54,0 Sekunden im Halbfinale aus. Mit der 4-mal-100-Meter-Staffel schied er im Vorlauf aus. Die ungarische 4-mal-400-Meter-Staffel erreichte das Finale und wurde in 3:14,8 Minuten Sechste.
Bei den Europameisterschaften 1938 in Paris wurde Kovács in 53,3 Sekunden hinter dem Franzosen Prudent Joye Zweiter im 400-Meter-Hürdenlauf. Mit der 4-mal-100-Meter-Staffel schied er im Vorlauf aus.
József Kovács stellte zahlreiche ungarische Rekorde auf, von denen die Hürdenrekorde auf beiden Strecken und der 400-Meter-Rekord in den 1950er Jahren unterboten wurden. Sein Rekord im 200-Meter-Lauf hielt von 1933 bis 1964.

## Bestleistungen
- 110 Meter Hürden: 14,8 Sekunden (1934)
- 200 Meter Hürden: 23,7 Sekunden (1934)
- 400 Meter Hürden: 52,9 Sekunden (1936)
- 100-Meter-Lauf: 10,5 Sekunden (1934)
- 200-Meter-Lauf: 21,0 Sekunden (1933)
- 400-Meter-Lauf: 47,7 Sekunden (1937)